# Бока-да-Мата
Бока-да-Мата (порт. Boca da Mata)  —  муниципалитет в Бразилии, входит в штат Алагоас. Составная часть мезорегиона Восток штата Алагоас. Входит в экономико-статистический  микрорегион Сан-Мигел-дус-Кампус. Население составляет 24 227 000 человек. Занимает площадь 186,57 км².
Праздник города —  11 ноября.

## История
Город основан в 1958 году.